# Lhamsuren Myagmarsuren
Lhamsuren Myagmarsuren (em mongol:  Лхамсүрэнгийн Мягмарсүрэн; nasceu em 17 de fevereiro de 1938) é um mestre internacional do xadrez.
Ele venceu o torneio zonal do Oeste Asiático em 1966. e ficou entre 19º-20º no torneio Interzonal em Sousse, na Tunísia em 1967 (Bent Larsen ganhou).
Em outros torneios internacionais, ele ficou entre 5º-6º lugar em Duchambé em 1962; conquistou o 12º lugar na Havana em 1967; ficou em 16º lugar em Tallinn em 1971 (Paul Keres e Mikhail Tal ganharam);, e esteve entre 8º-9º lugar no Décimo memorial de Rubinstein Memorial em Polanica-Zdrój em 1972.
Myagmarsuren foi quatro vezes campeão no torneio nacional da Mongólia (1965, 1980, 1981, 1982). Ele jogou dez vezes para a Mongólia nas Olimpíadas de Xadrez (1960-1974 e 1980-1982), onde ganhou uma medalha de ouro individual em Leipzig 1960.
Além disso, ele foi premiado com o título de Mestre Internacional em 1966. Seu apelido no Internet Chess Club é "Shatar".